# Gante-Wevelgem 1993
La Gante-Wevelgem 1993 fue la 55.ª edición de la carrera ciclista Gante-Wevelgem y se disputó el 5 de abril de 1993 sobre una distancia de 210 km.  
El vencedor fue el italiano Mario Cipollini (GB-MG Maglificio), que se impuso al sprint. El belga Eric Vanderaerden y el uzbeko Djamolidine Abdoujaparov fueron segundo y tercero respectivamente.

## Clasificación final
| Posición | Ciclista                 | Equipo           | Tiempo   |
| -------- | ------------------------ | ---------------- | -------- |
| 1        | Mario Cipollini          | GB-MG Maglificio | 5h23'10" |
| 2        | Eric Vanderaerden        | Wordperfect      | s.t.     |
| 3        | Djamolidine Abdoujaparov | Lampre-Polti     | s.t.     |
| 4        | Frédéric Moncassin       | Wordperfect      | s.t.     |
| 5        | Olaf Ludwig              | Telekom          | s.t.     |
| 6        | Johan Capiot             | TVM-Bison Kit    | s.t.     |
| 7        | Laurent Jalabert         | ONCE             | s.t.     |
| 8        | Wilfried Nelissen        | Novemail-Histor  | s.t.     |
| 9        | Michele Bartoli          | Mercatone Uno    | s.t.     |
| 10       | Adriano Baffi            | Mercatone Uno    | s.t.     |